# Kaptan Kaan Akgün
Kaptan Kaan Akgün (* 6. März 1995 in Trabzon) ist ein türkischer Fußballspieler.

## Karriere
Akgün wurde in der Jugend von Trabzon Telekomspor ausgebildet, einem Amateurverein. 2012 wurde er von Arsinspor verpflichtet und erhielt einen Profivertrag. Nach fünf Einsätzen wechselte er 2014 zu Orduspor. 2015 wechselte er zu Tekirdağspor.